# Cercle de Niono
Le cercle de Niono est une collectivité territoriale du Mali dans la région de Ségou.
Il compte 12 communes : Diabaly, Dogofry, Kala-Siguida, Mariko, Nampalari, Niono, Pogo, Siribala, Sirifila-Boundy, Sokolo, Toridaga-Ko et Yeredon Saniona.

## Administration
Depuis 2023, le cercle codé en 0404 compte 4 arrondissements, 8 communes et 158 VFQ : villages, fractions et quartiers. 
| Code   | Arrondissement                  |
| ------ | ------------------------------- |
| 040401 | Arrondissement central de Niono |
| 040402 | Arrondissement de Pogo          |

| Code     | Commune         | Chef-lieu     | VFQ | Superficie (km2) |
| -------- | --------------- | ------------- | --- | ---------------- |
| 04040101 | Kala-Siguida    | Molodo        | 18  | 353              |
| 04040102 | Mariko          | Bougouni      | 25  | 369              |
| 04040103 | Niono           | Niono         | 25  | 459              |
| 04040104 | Siribala        | Siribala      | 21  | 415              |
| 04040105 | Sirifila-Boundy | N'Débougou    | 17  | 149              |
| 04040106 | Toridaga-Ko     | Bolibana B6   | 19  | 611              |
| 04040107 | Yeredon Saniona | Wérékéla N° 8 | 15  | 287              |
| 04040201 | Pogo            | Pogo          | 18  | 512              |